# Infinity on High
Infinity on High — третий студийный альбом группы Fall Out Boy, выпущенный 6 февраля 2007 года лейблом Island Records. Запись проходила в Pass Studios в Лос-Анджелесе, штат Калифорния с июля по октябрь 2006 года, а микширование — в студии Paramount Recording Studios в Голливуде. Музыка была написана вокалистом и гитаристом Патриком Стампом, а тексты песен — басистом группы Питом Венцем.
В рамках записи этого альбома группа сотрудничала с новыми продюсерами и приглашенными артистами, такими как Babyface и Jay-Z. Infinity on High отличается от предыдущих работ группы экспериментами со звучанием и добавлением элементов разных музыкальных жанров, отличных от поп-панка, таких, как R&B, соул и фламенко. Группа при записи использовала такие инструменты, как духовые, скрипка и фортепиано, которых не было в предыдущих альбомах группы. Как сообщает Billboard, Fall Out Boy «уходит дальше от своих поп-панк-корней, чтобы писать музыку, более доступную широкой аудитории», что означает небольшой отход от привычного звучания группы. Для продвижения альбома Fall Out Boy устроили несколько туров, включая Friends or Enemies Tour, Honda Civic Tour и Young Wild Things Tour.
Infinity on High дебютировал на первом месте в Billboard 200 в США с продажами в 260 000 копий за первую неделю, вследствие чего попал на первую строчку чарта в топ-10, что группе на тот момент удалось впервые. Релиз также занял первое место в Новой Зеландии и попал в пятерку лучших альбомов в таких странах, как Канада, Великобритания и Австралия. Всего было продано более двух миллионов копий альбома по всему миру, из которых 1,4 миллиона продаж пришлись на США по состоянию на февраль 2013 года. Пять из четырнадцати песен альбома были выпущены в качестве синглов, три из которых попали в Billboard Hot 100, лидирующим являлся сингл «This Ain’t a Scene, It’s an Arms Race», занявший вторую строчку. Альбом получил платиновую сертификацию, выданную Американской ассоциацией звукозаписывающих компаний (RIAA) 12 марта, через месяц после его выпуска, по достижении продаж в миллион экземпляров. Он получил в целом положительные отзывы от музыкальных критиков, многие из которых хвалили вокал Патрика Стампа и новое звучание альбома.

## История создания
К работе над альбомом в студии группа приступила спустя два месяца отдыха после тура Black Clouds and Underdogs в поддержку предыдущего релиза 2005 года From Under the Cork Tree. Однако писать тексты музыканты коллектива начали ещё во время гастролей, намереваясь выпустить следующий альбом как можно быстрее, чтобы поддержать волну успеха. Вокалист Патрик Стамп говорил, что хотел бы начать работу над альбомом гораздо раньше, но продюсеры группы буквально заставили участников взять отпуск, чтобы восстановить силы после плотного гастрольного графика.
В звукозаписывающей компании группы, Island Records, произошли некоторые изменения, пока группа готовилась к записи, что также сместило студийный график на три недели. Басист и автор текстов Пит Венц утверждал, что «мы работаем всё время, и это не похоже на попытку выжать воду из камня. Одна из вещей, которая не устраивает меня в рок-индустрии — когда музыканты заставляют фанатов ждать нового материала слишком долго, а потом эти группы просто исчезают с лица планеты. У Fall Out Boy такого не будет». В это же время группа записала кавер-версию песни «What’s This?» для саундтрека анимационного фильма «Кошмар перед Рождеством», переизданного в 2006 году, а также ремикс на свою песню «Of All the Gin Joints in All the World» для саундтрека к фильму «Змеиный полёт». Также Венц купил дом в Лос-Анджелесе, где он проводил много времени, сочиняя тексты к новым песням.

### Музыка
Альбом ознаменовал собой уход от привычного звучания Fall Out Boy, в котором группа умело смешивала множество разнообразных музыкальных стилей. Как сообщает Billboard, Fall Out Boy «все дальше отходят от своих хардкор-панковых корней, чтобы писать всё более доступные поп-мелодии», что уже является отклонением от прежнего более поп-панкового звучания группы. Infinity on High сравнивали с творчеством таких поп-панк-групп, как Green Day, а Энн Пауэрс из Los Angeles Times прокомментировала: «Какие бы сопли и отклики ни звучали в этих песнях, сладость всегда восторжествует, воплощаемая бабблгам-бейс-дорожками, энергичными барабанами и мелодиями, такими же успокаивающими, как колыбельные». Стамп объяснил, что в альбоме присутствует множество различных настроений: «Это одна из тех вещей, когда ты становишься старше как группа и занимаешься своим собственным делом...Старые элементы Fall Out Boy, с ранних записей, определенно присутствуют, и этот альбом несомненно продолжение этого пути».
Стамп назвал «This Ain’t a Scene, It’s an Arms Race» «самой прикольной вещью, которую мы когда-либо делали», и объясняет изменение музыкального стиля своей любовью к соул-музыке, которую он приобрел, слушая старые радиостанции в детстве. Венц описывает композицию как «немного фанка 70-х, смешанного с [альбомом группы 2003 года] Take This to Your Grave с короткими рифмами и большими, жирными припевами». На заключительную композицию в альбоме «Sing-along» повлиял сингл Джастина Тимберлейка «Señorita». Кори Апар из Allmusic сравнил спродюсированный Babyface трек «I’m Like a Lawyer with the Way I’m Always Trying to Get You Off (Me & You)» с Maroon 5. Венц охарактеризовал вокальное исполнение Стампа в этом треке как «прямолинейный Motown», продолжая: «Если бы не игра рок-группы, это был бы обычный R&B, и он отправился бы в турне только с вертикальным басом [инструментом, выполняющим функцию контрабаса, характерным для блюз-музыки] и барабаном и стал бы открытием для Ар Келли». «The Carpal Tunnel of Love» была названа «лучшим образцом того, чем прославились the boys: поп-панк с высоким содержанием кофеина, смешанный с соулом маленького белого мальчика и некоторым жёстким визгом». В песне Стамп поет фальцетом в припеве под «гремящие» гитары Тромана, а Венц использует гроулинг-вокал.

### Текст
При написании альбома Венц черпал лирическое вдохновение у рэпера Лила Уэйна, которого он назвал «лучшим автором текстов [2006 года]». Говоря о лирических темах Infinity on High, Пит заявил: «На последней пластинке смысл был в том, что это то, куда мы движемся. Пройдет год, и это то, что вы будете говорить о нас. Но на этот раз мы поняли, что многим группам следует тратить меньше времени на болтовню и больше на написание своих песен». В 2013 году Венц размышлял: «На этой пластинке, Infinity on High, я очень старался объяснить свою точку зрения — и когда я оглядываюсь на это задним числом, я думаю, что это чрезвычайно непохожий альбом». Критики сочли, что большая часть текстов посвящена восхождению группы к славе и необходимости поддерживать преданность своих фанатов. Саша Фрер-Джонс из The New Yorker прокомментировала: «Единственные музыканты из первой десятки, которые говорят о славе так же много, как Fall Out Boy, — это рэперы, хотя их подход к продаже пластинок менее противоречивый». Кори Апар из Allmusic высказал мнение, что «Тексты Венца часто обиженные, полные страха, вызванного славой, и действительно подчёркивают его потребность донести до людей свою позицию о том, что слава не изменила группу».
Композиция «Thriller» представляет собой автобиографический очерк последних двух лет, прошедших после выхода альбома From Under the Cork Tree, в котором упоминаются посредственные отзывы о дисках группы и её прорывной успех, а также выражается благодарность их «несгибаемым» поклонникам. В песне рассказывается об упущенной премии «Грэмми» лучшему новому исполнителю, и Венц называет её «самой нарциссической композицией в альбоме». Строка «Вылечи меня за сорок пять» является отсылкой к продолжительности сеанса терапии. В тексте «This Ain’t a Scene, It’s an Arms Race» Венц использует метафоры военной лексики, чтобы отметить их новообретенную популярность. Он назвал песню «своего рода насмешливым взглядом на то, насколько мы зависимы и одержимы новыми веяниями искусства, культуры и любви — до такой степени, что это достигает пресыщения». «I’m Like a Lawyer...» была описана как «самая близкая к песне о любви, которую можно услышать от этой группы, редкий момент нежности среди песен о записях в блогах, списках гостей и сеансах терапии». Отдавая дань политизированной чикагской хардкор-сцене, Венц описывает историю сфальсифицированного судебного дела афроамериканца, активиста движения за гражданские права Фреда Хэмптон-младшего в композиции «You’re Crashing, But You’re No Wave». Она была встречена как «очень хорошо написанный трек, долгожданная передышка от односложных высказываний, которые пронизывают большую часть альбома».

## Запись и продюсирование
Во время написания альбома Fall Out Boy начали поиск потенциальных продюсеров. Группа обратилась к R&B исполнителю и продюсеру Babyface, поскольку восхищались его работой над саундтреком к экранизации «Джози и кошечки» 2001 года. Babyface увидел одно из интервью, в котором группа обсуждала своё желание работать с ним, и сам связался с Fall Out Boy. Babyface спродюсировал две композиции: «I’m Like a Lawyer with the Way I’m Always Trying to Get You Off (Me & You)» и «Thnks fr th Mmrs». Нил Эйврон, который работал с группой над предыдущим альбомом, занимался продюсированием одиннадцати из четырнадцати треков Infinity on High.
Непосредственно перед записью альбома группа прошла шестинедельную предварительную подготовку, которую поддержал Эйврон. Этот период включал в себя как репетиции, так и написание песен, а также тщательную проработку звучания и аранжировок. Подготовка стартовала в Чикаго, а после неё группа переехала в студию Swing House в Лос-Анджелесе. Кроме того, были созданы некоторые черновые записи композиций для использования в студии в качестве материала в будущем.
Группа записывала Infinity on High в Pass Studios в Лос-Анджелесе с июля по октябрь 2006 года. Большую часть материала участники группы создавали индивидуально. Как правило, Венц сначала писал тексты и отправлял их Стампу, который создавал мелодию, наигрывая на гитаре и напевая строчки, чтобы «попасть в ритм». Целью Стампа было создать свою музыку так, чтобы она как можно точнее подходила под ритм текста Венца. После того, как основная мелодия была написана, Стамп создавал общий ритм для песни. Хотя у Fall Out Boy не было как такового ритм-гитариста или соло-гитариста, Стамп рассматривал себя скорее как ритм-гитариста в работе над этим альбомом из-за своего опыта работы барабанщиком в предыдущих группах. Гитарист Джо Троман часто писал свои гитарные партии после прослушивания работ Стампа, заполняя «пустоты» в композициях «тоннами гитар и атмосферными партиями в стиле Джонни Марра». Группа чувствовала, что такой процесс создания альбома помог им получить более глубокое звучание.
«В ту секунду, когда ты беспокоишься об ожиданиях других людей, то думаешь только о неудаче. Не то чтобы мы не возлагали больших надежд на этот альбом — мы хотели, чтобы он понравился нашим поклонникам больше всего на свете. Но скажем так: мы не сидим сложа руки и пытаемся всё предугадать. Потому что когда ты так поступаешь, то обречён создавать бесплодную музыку, и именно тогда тебя может ожидать провал», — говорил Патрик Стамп, о трудностях, связанных с работой после выпуска From Under the Cork Tree.
Прослушав готовые треки, участники группы выбрали некоторых исполнителей, которые, по их мнению, подошли бы к этим песням. Группа «стремилась к звёздам» в своем выборе со-исполнителей, а Венц заявлял: «Я хочу привлечь людей, которых никто не ожидал бы... В этом году у нас появилось несколько новых друзей, таких как Лил Уэйн. Или давайте пригласим Jay-Z». Венц так прокомментировал работу с Jay-Z: «Это было безумие. Мы позвонили ему и подумали, что поговорим с его помощником. Потом он берет трубку, типа: „Йоу, это Хов“, а мы такие: „Эм...“ Это случилось так просто. И это было довольно безумно». Jay-Z записал вступление к открывающей альбом песне «Thriller» во время тура по Австралии и отправил его группе, которая позже включила его вокал в альбом. На показе мод в Лос-Анджелесе Венц познакомился с рэпером Канье Уэстом, который пригласил Венца и Стампа к себе домой, чтобы поделиться новой музыкой. Затем Уэст согласился создать ремикс на песню «This Ain’t a Scene, It’s an Arms Race» за три недели до запланированного выхода альбома. Группа не смогла включить ремикс в альбом из-за нехватки времени, но версия Уэста с участием Лила Уэйна, Лупе Фиаско, Трэвиса Маккоя, Пола Уолла и Tyga был выпущен в июле 2007 года.
Во время записи альбома участники группы были заняты и другими делами. Стамп, который выступил сопродюсером «Don’t You Know Who I Think I Am?» из Infinity on High, также работал со звукозаписывающей компанией Fueled By Ramen над альбомом Like Vines группы The Hush Sound. Венц задумывал создание социальной сети под названием FriendsOrEnemies.com, а также занимался дизайном для своей линии одежды Clandestine Industries. У него часто брали интервью, где задавали вопросы о подготовке альбома на показах одежды его бренда.
Группа также использовала инструменты, которые не появлялись в предыдущих альбомах, такие как валторна и скрипка. Участники группы пытались балансировать между тягой к экспериментам и старанием не перегрузить альбом: Стамп заявил, что ему «пришлось устоять перед искушением использовать много струнных инструментов». «Golden», к примеру, состоит исключительно из вокала и фортепиано, и Стамп сказал, что эта композиция получилась «намного мягче, чем все, что мы когда-либо делали». Зато в песне «I’ve Got All This Ringing in My Ears and None on My Fingers» группа использует полную секцию духовых инструментов, которую сравнивают с творчеством Queen. Скрипка также использована в «Thnks fr th Mmr», в дополнение к акустической гитаре, исполняемой в стиле фламенко, и в «The (After) Life of the Party», где она также сочетается с электронной музыкой. Комментируя получившееся звучание в «Thnks fr th Mmrs», Стамп заявил: «Я никогда не думал, что услышу эуфониум на пластинке Fall Out Boy». В «You’re Crashing, But You’re No Wave» вовсе звучит госпел-хор, в то время как вступление к «Thriller» зачитывает Jay-Z. Барри Николсон из NME охарактеризовал композицию как «возвышенный Foo Fighters-стиль с фрагментами оглушительного ритма и приветливая радио-мелодия». Критики описывали альбом как поп-панк, поп-рок, поп, и альтернативный рок.

## Название и дизайн альбома
Название альбома взято из письма, написанного Винсентом ван Гогом своему брату Тео в 1888 году, где он пишет о своём восстановившемся здоровье и положительном влиянии, которое это оказало на его живопись. Написанная на голландском, фраза Ван Гога была переведена как «Чётко осознавайте звёзды и бесконечность в вышине. Тогда жизнь всё-таки кажется почти волшебной». О названии пластинки вскоре после её анонса в ноябре 2006 года Венц заявил: «Что касается того, что это означает по отношению к пластинке, мы просто позволим этому раскрыться, когда люди будут её слушать». В то время как Венц отказался раскрывать связь между названием и песнями альбома, репортер MTV Джеймс Монтгомери высказал мнение, что «нетрудно увидеть в этом заявление о том, что группа поднимается над недоброжелателями и находит силу в себе».
Фотографии для альбома делала Памела Литтки, а иллюстрации для обложки были созданы Тоддом Фьелстедом. В этом ему помогал Чак Андерсон из NoPattern. На обложке альбома крылатая овца по имени Франклин изображена в спальне на фоне луны и звёзд, а на внутренней стороне буклета компакт-диска изображены карты таро с фотографиями каждого из участников группы.

## Продвижение
Продакшн альбома стартовал в ноябре 2006 года, когда группа впервые исполнила песню «This Ain’t a Scene, It’s an Arms Race» на премии American Music Awards 21 ноября. В тот же вечер сингл попал в радио-эфир. В течение недели после выступления сингл стал самым популярным треком на радио Pop and Alternative. «The Carpal Tunnel of Love» был выпущен на цифровых площадках в декабре 2006 года и не сумел завоевать популярности первого трека из нового альбома, добравшись лишь до 81 места в Billboard Hot 100. Для продвижения альбома в 2007 года группа организовала тур Friends or Enemies, который представлял собой довольно камерные выступления в клубах 15 городов США вместе с New Found Glory, The Early November, Permanent Me и Lifetime. За две недели до выхода Infinity on High альбом просочился в сеть, что спровоцировало на фанатских ресурсах слухи о выпуске релиза раньше времени, которые, впрочем, не оправдались. Fall Out Boy достойно отреагировали на утечку, выпустив эксклюзивный концертный мини-альбом Leaked in London, записанный в лондонском Hammersmith Palais на шоу 29 января 2006 года. Infinity on High стал последним релизом Rabid Neurosis, организации по выпуску вареза MP3, ответственной за утечку 20 000 альбомов до их выхода.
6 февраля 2007 года, в день выхода альбома, Fall Out Boy отыграли три бесплатных концерта, в разных городах Соединённых Штатов. День начался с утреннего выступления на Таймс-сквер в Нью-Йорке, за которым последовал концерт в родном городе группы Чикаго, а затем ночное шоу в Лос-Анджелесе. В марте 2008 года Fall Out Boy попытались попасть в Книгу рекордов Гиннесса как единственная группа, выступившая на всех семи континентах за девять месяцев, планируя выступить в Антарктиде перед группой учёных, работавших с Гринпис над повышением осведомлённости о глобальном потеплении. Однако перелёт группы из чилийского аэропорта Пунта-Аренаса в Антарктиду пришлось отменить из-за плохой погоды. Вместо этого Венц и Стамп побили мировой рекорд по количеству интервью, проведённых дуэтом за 24 часа, установив отметку в семьдесят четыре.

## Список композиций
| №                   | Название                                                                     | Длительность |
| ------------------- | ---------------------------------------------------------------------------- | ------------ |
| 1.                  | «Thriller»                                                                   | 3:29         |
| 2.                  | «The Take Over, The Breaks Over»                                             | 3:33         |
| 3.                  | «This Ain’t A Scene, It’s An Arms Race»                                      | 3:32         |
| 4.                  | «I’m Like A Lawyer With The Way I’m Always Trying To Get You Off (Me & You)» | 3:31         |
| 5.                  | «Hum Hallelujah»                                                             | 3:50         |
| 6.                  | «Golden»                                                                     | 2:32         |
| 7.                  | «Thnks fr th Mmrs»                                                           | 3:21         |
| 8.                  | «Don’t You Know Who I Think I Am?»                                           | 2:51         |
| 9.                  | «The (After) Life Of The Party»                                              | 3:21         |
| 10.                 | «The Carpal Tunnel Of Love»                                                  | 3:23         |
| 11.                 | «Bang The Doldrums»                                                          | 3:31         |
| 12.                 | «Fame < Infamy»                                                              | 3:06         |
| 13.                 | «You’re Crashing, But You’re No Wave»                                        | 3:42         |
| 14.                 | «I’ve Got All This Ringing In My Ears And None On My Fingers»                | 4:06         |
| Общая длительность: | Общая длительность:                                                          | 47:49        |

## Участники записи
Fall Out Boy
- Патрик Стамп — вокал, ритм-гитара, фортепиано
- Пит Венц — бас-гитара, бэк-вокал, экстрим-вокал
- Джо Троман — соло-гитара, бэк-вокал
- Энди Хёрли — ударные, перкуссия

Приглашенные артисты
- Jay-Z — Интро и оутро в «Thriller»
- Райан Росс (из Panic! At the Disco), Чед Гилберт (из New Found Glory) — гитарное соло в «The Take Over, the Breaks Over»
- Бутч Уокер — приглашенный вокалист на треке «You’re Crashing, But You’re No Wave»; групповой вокал на «This Ain’t a Scene, It’s an Arms Race», «Hum Hallelujah» и «Bang the Doldrums»,
- София Туфа — групповой вокал на треках «This Ain’t a Scene, It’s an Arms Race», «Hum Hallelujah» и «Bang the Doldrums»,
- Линдси Блауфарб — групповой вокал на треках «This Ain’t a Scene, It’s an Arms Race», «Hum Hallelujah» и «Bang the Doldrums»,
- Babyface — мандолина на «Thnks fr th Mmrs» и орган B3 на «I’m Like a Lawyer with the Way I’m Always Trying to Get You Off (Me & You)».
- Los Angeles Master Chorale — групповой вокал в песне «You’re Crashing, But You’re No Wave»
- Кен Вайли — валторна
- Ник Лейн — бас-тромбон
- Даррелл Леонард — эуфониум
- Гай Беттисон — пан-флейта

Дизайн
- Нейт Ньюэлл и Лиз Рот — дизайн
- Луи Марино — художественное направление
- Чак Андерсон — иллюстрация и дизайн
- Памела Литти — фотография

Производство
- Нил Аврон — продюсер, микширование
- Babyface — продюсер на треках 4 и 7
- Бутч Уокер, Патрик Стамп — продюсеры на треке «Don’t You Know Who I Think I Am?»
- Эрих Талаба — инженер
- Зеф Соуэрс, Скотт Риблинг — помощь в записи
- Том Лорд-Алж — микширование на треках 4 и 7
- Джордж Гамбс — ассистент по микшированию
- Тед Дженсен — мастеринг в Sterling Sound, Нью-Йорк

Менеджмент
- Боб Маклинн — руководитель Crush Management
- Дуглас Нойманн — координатор управления
- Эндрю Саймон — бронирование в CAA
- Майк Маккой — юридическое управление
- Марейя Хайман — управление бизнесом для East Bay Business
- Роберт Стивенсон — A & R для Island Def Jam Music Group
- Мило Пачеко — маркетинг
- Джон Яник — A & R для Fueled By Ramen Records
- Тара Подольски — администрация A & R

## Чарты
| Чарт (2007)                  | Высшая позиция |
| ---------------------------- | -------------- |
| Australian ARIA Albums Chart | 4              |
| Austrian Albums Chart        | 28             |
| Belgian Albums Chart         | 36             |
| Canadian Albums Chart        | 2              |
| Dutch Albums Chart           | 45             |
| Finnish Albums Chart         | 37             |
| French Albums Chart          | 17             |
| German Albums Chart          | 25             |
| Irish Albums Chart           | 6              |
| Japanese Albums Chart        | 11             |
| Mexican Albums Chart         | 21             |
| New Zealand Albums Chart     | 1              |
| Scottish Albums Chart        | 2              |
| Swedish Albums Chart         | 31             |
| Swiss Albums Chart           | 75             |
| UK Albums Chart              | 3              |
| US Billboard 200             | 1              |
| US Rock Albums               | 1              |
| US Digital Albums            | 1              |
| US Tastemaker Albums         | 1              |

| Чарт (2007)              | Высшая позиция |
| ------------------------ | -------------- |
| Australian Albums Chart  | 14             |
| French Albums Chart      | 68             |
| New Zealand Albums Chart | 12             |
| UK Albums (OCC)          | 40             |
| US Billboard 200         | 33             |
| US Billboard Rock Albums | 6              |
| Worldwide (IFPI)         | 21             |

| Регион                                                      | Сертификация  | Продажи    |
| ----------------------------------------------------------- | ------------- | ---------- |
| Австралия (ARIA)                                            | 2× Платиновый | 140 000^   |
| Канада (Music Canada)                                       | Платиновый    | 100 000^   |
| Ирландия (IRMA)                                             | Платиновый    | 15 000^    |
| Новая Зеландия (RMNZ)                                       | Платиновый    | 15 000^    |
| Великобритания (BPI)                                        | Платиновый    | 446,807    |
| США (RIAA)                                                  | Платиновый    | 1,400,000^ |
| ^ Данные о тиражах приведены только на основе сертификации. |               |            |